# Hans Sander (Widerstandskämpfer)
Hans Sander (* 9. Mai 1911 in Wilhelmsburg, heute Hamburg-Wilhelmsburg; † 23. Februar 1996 in Himbergen) war ein deutscher Widerstandskämpfer.

## Leben
Hans Sander wuchs in einem sozialdemokratisch geprägten Milieu auf. Er lernte Schlosser und schloss sich mit 16 Jahren der Sozialistische Arbeiter-Jugend (SAJ) an. 1929 wurde er Mitglied der SPD und 1932 schloss er sich der Wehrorganisation zur Verteidigung der Weimarer Republik „Reichsbanner Schwarz-Rot-Gold“ an. Nach 1933 wurde Hans Sander Leiter der illegalen SAJ Hamburg-Wilhelmsburg. Von Erich Lindstaedt aus Prag bezog er Schriften wie den „Vorwärts“ und die Zeitschrift „Sozialistische Aktion“, die er verbliebenen SAJ- und SPD-Mitglieder weitergab.
Seiner Verhaftung im April 1935 folgten Misshandlungen und eine zweijährige Haft. Nach Kriegsende engagierte sich Hans Sander für die SPD. Von 1968 bis 1970 war er Vorsitzender des SPD-Kreises Harburg.
Nach seinem Tod wurde im Jahr 1996 in Wilhelmsburg die Hans-Sander-Straße nach ihm benannt.